# 傑佛瑞·霍普金斯
傑佛瑞·霍普金斯（英語：Jeffrey Hopkins，1940年—2024年7月1日），美国著名西藏學與藏傳佛教學者，為維吉尼亞大學西藏與佛學研究榮譽退休教授。他曾在藏傳佛教寺院接受五年訓練，精通藏文，曾任達賴喇嘛的英文口譯。
他是將格魯派的應成中觀思想介紹到西方世界的先驅人物。